# Кріс Бенґл
Крістофер Едвард Бенґл (англ. Christopher Edward Bangle; 14 жовтня 1956, Равенна, Огайо, США) — американський автомобільний дизайнер. Браслет найбільше відомий своєю роботою керівника відділу дизайну BMW Group, де він відповідав за автомобілі BMW, MINI та Rolls-Royce.

## Раннє життя
Бенґл народився в Равенні, штат Огайо, і виріс у Ваусау, штат Вісконсін. Після розгляду можливості стати методистським служителем, Бенґл навчався в коледжі дизайну Art Center у Пасадені, Каліфорнія, де отримав ступінь бакалавра наук.

## Кар'єра

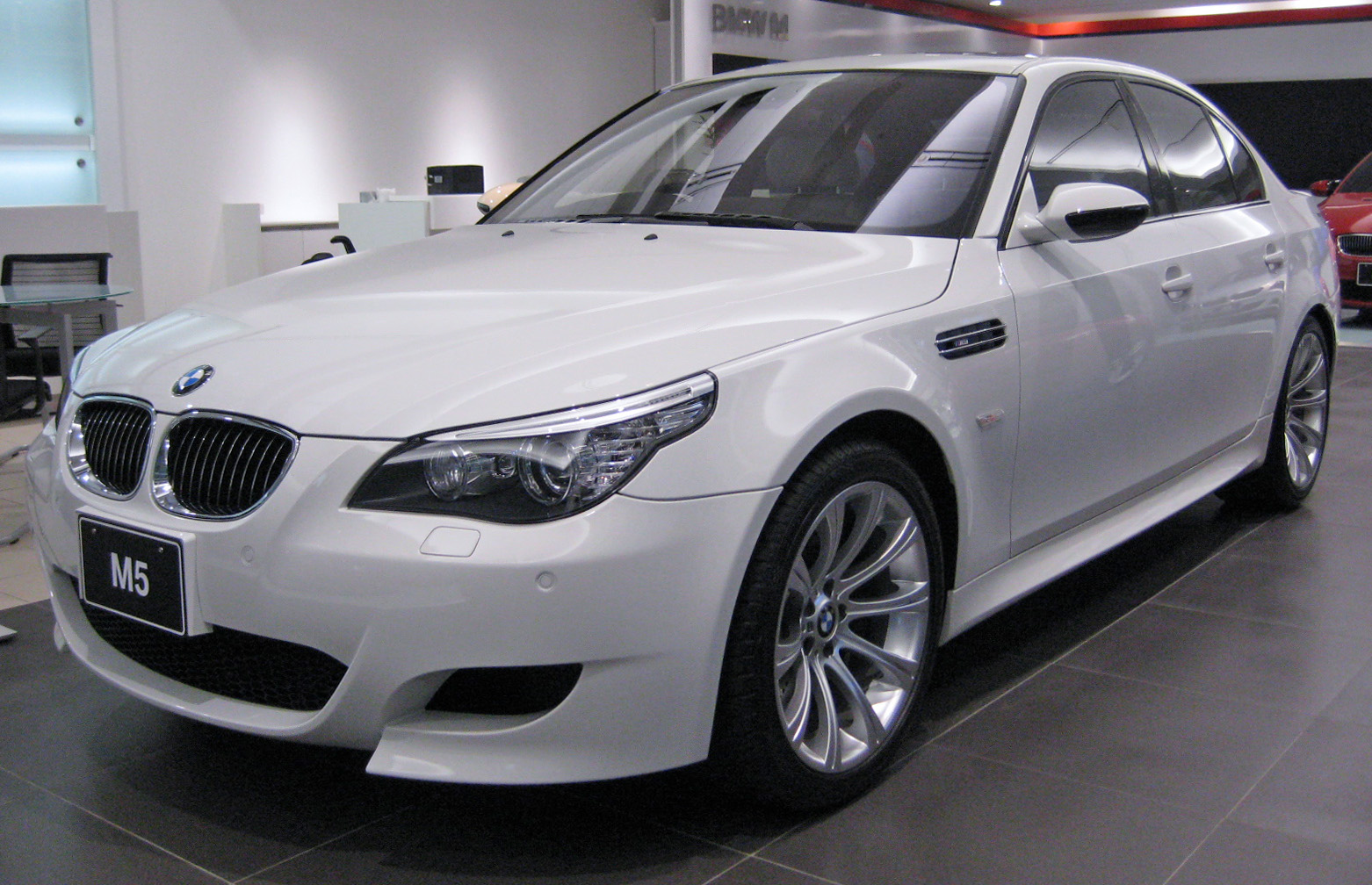
BMW M5 в кузові E60

### Опель
Бенґл розпочав свою кар'єру в Opel у Німеччині, де він працював з 1981 по 1985 рік. Першою роботою, яку він розробив, є інтер'єр концепт-кара Opel Junior.

### Фіат
Він переїхав до Fiat в Італії в 1985 році, щоб працювати над другим поколінням Fiat Panda (випущений у 2003 році). З 1990 року працював головним дизайнером Fiat Coupé (випущений 1993). Ще в Centro Stile Fiat він розробив Alfa Romeo 145.

### БМВ

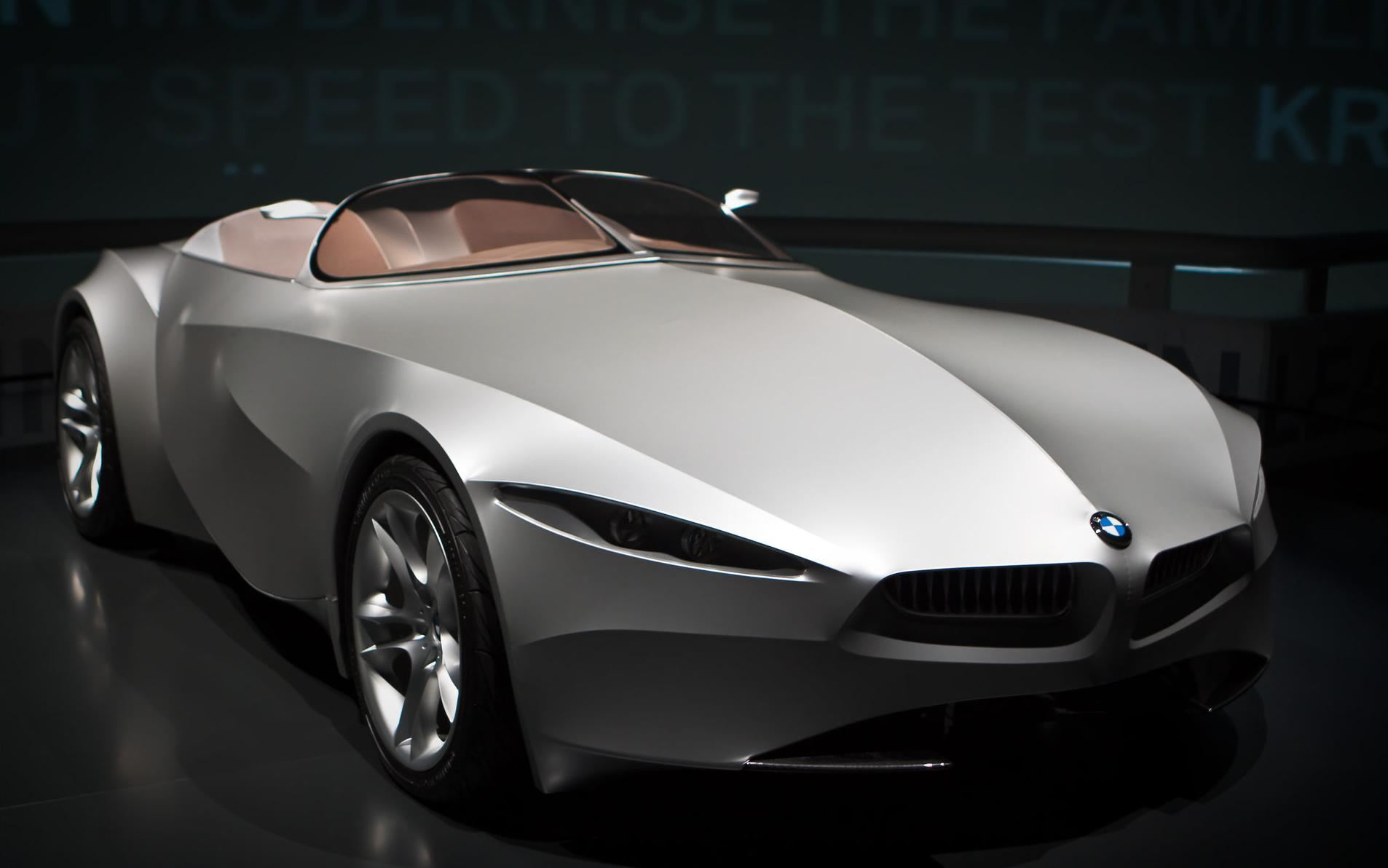
BMW Gina

Він став першим американським керівником дизайну BMW 1 жовтня 1999 року, де він розробив концепт-кар Z9 Gran Turismo.
Дизайни Бенґла включені до всієї лінійки BMW, включаючи серії BMW Z4, 1, 3, 5, 6 і 7, а також X3, X5 і X6, позашляховики найновішого дизайну, і концепт-кар Gina. Вони охоплюють автомобільні платформи E81/E82/E87/E88, E90/E91/E92/E93, E60/E61, E63/E64, E65/E66 та E53.
Він представив новий концепт-кар BMW під назвою GINA 10 червня 2008 року.
3 лютого 2009 року Бенґл оголосив, що він збирається залишити свою посаду в BMW та автомобільній промисловості взагалі, щоб зосередитися на власних зусиллях, пов'язаних з дизайном Його замінив Адріан ван Хойдонк.

### Після BMW
Зараз Бенґл працює у власній фірмі під назвою «Бенґл і партнери» в Клавесані, Італія.
У 2012 році Бенґл був найнятий Samsung.

## Філософія дизайну
Його теми стилю викликали гострі суперечки серед автомобільних дизайнерів і мали ефект поляризації щодо їх візуальних ознак. Бенґл визнає, що його проекти не виглядають добре на фотографіях, пропонуючи критикам побачити автомобілі в реальному житті, перш ніж оцінювати їх за зовнішнім виглядом.

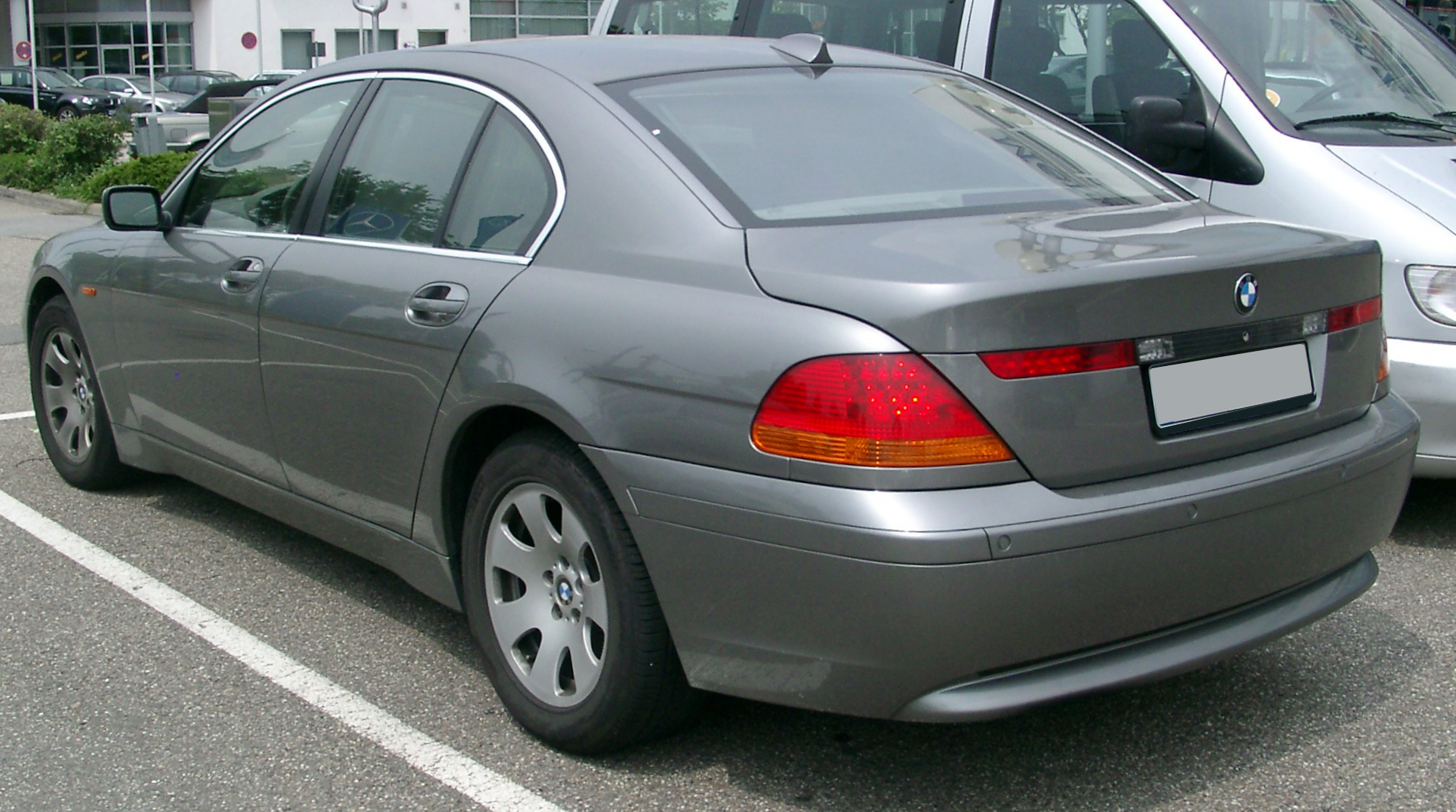
BMW E65 вид ззаду

Фразу «полум'яна поверхня» придумав не сам Бенґл (як прийнято вважати) для опису своєї роботи. Це можна віднести до автомобільних журналістів, і, ймовірно, вперше деконструктивізм був адаптований до автомобільного дизайну. Причиною такого дизайну було використання нової технології тривимірного пресування панелей BMW, що дозволяє отримувати складні криві одним натисканням, раніше це потребувало багаторазового натискання, якщо панель не формувалася вручну. Про це також свідчить той факт, що Бенґл часто вказував на роботу архітектора Френка Гері як на великий вплив.
Свого часу Кріс Бенґл отримав масу критики стосовно спірного дизайну BMW 5 Серії в кузові E60. Його критикував Джеремі Кларксон в своїй передачі Top Gear. Хоча з часом це авто мало масу шанувальників.
Найбільш суперечливою роботою Бенґла та ван Хойдонка була E65 7-ї серії, що різко контрастує з попереднім поколінням E38, яке мало консервативний стиль. Фактично, оригінальний ескіз ван Хойдонка 1998 року для E65 був набагато більш радикальним елегантним фастбеком, але остаточний дизайн був значно пом'якшений до більш звичайного седана з трьома коробками. Журнал Time назвав E65 одним із 50 найгірших автомобілів усіх часів за стиль задньої частини та функціональність iDrive, а в Інтернеті було кілька петицій, які закликали BMW звільнити Бенґла. У той час як продажі моделей 2002 і 2003 років знизилися на 60 % порівняно з 2001 роком, Серія E65 7 стала найбільш продаваною 7 Серією всіх часів.
Бенґл агресивно захищав свої проекти від критики. Його підтримала рада директорів BMW, яка хотіла перенести імідж BMW у майбутнє. Він сказав, що лінії продуктів повинні слідувати циклу революційного покоління, за яким слідує еволюційне покоління, за яким слідує інше революційне покоління і так далі. Дійсно, він спостерігав за консервативною еволюцією дизайну BMW завдяки редизайну BMW 3 Серії та представленню BMW X5. Для Бангла це ознаменувало кінець еволюції дизайну BMW, і революція відбулася з появою BMW E65 у 2002 році.
Наступник Бенґла на посаді головного дизайнера ван Хойдонк перевів наступні покоління табличок BMW на еволюційну фазу дизайну, а також відновив традиційні ознаки BMW, такі як L-подібні задні ліхтарі та сильна сімейна схожість. Наприклад, контраст між ітераціями E60 і F10 Серії 5. За словами ван Хойдонка, «дизайн BMW має тенденцію періодично посилюватися великими, сміливими дизайнерськими заявами — руйнувати стіни — і в наступній моделі його стилісти можуть рухатися трохи більше в чистому повітрі, що стало можливим завдяки його попереднику». Дехто критикує проекти ван Хойдонка як надто м'які та консервативні та позбавлені авангардного стилю дизайнів Бенґла.